# Special Forces (jeu vidéo)
Special Forces est un jeu vidéo de stratégie et d’infiltration développé par Sleepless Knights et publié par MicroProse en 1992 sur Amiga, Atari ST et PC. Le jeu fait suite à Airborne Ranger (1987). Cependant, alors que ce dernier ne permet au joueur d’incarné qu’un unique soldat de l’United States Army Rangers lors de missions d’infiltration en territoire ennemi, Special Forces lui permet de contrôler une escouade de quatre soldats. Le jeu propose seize missions lors desquels le joueur peut d’abord choisir ses hommes et leurs armes, puis planifier son attaque avant de parachuter ses soldats dans la zone d’intervention. Une fois la mission lancée, il peut contrôler ses soldats individuellement ou en groupe,,,.

## Accueil
| Special Forces |      |       |
| Média          | Pays | Notes |
| Gen4           | FR   | 65 %  |
| Joystick       | FR   | 85 %  |
| Tilt           | FR   | 6/20  |